# هولي (باد كاليه)
هولي، باد كاليه (بالفرنسية: Houlle)‏ هي بلدية تقع في إقليم باد كاليه من منطقة نور با دو كاليه في شمال فرنسا. تبلغ مساحة هذه المدينة 6.52 (كم²)، وترتفع عن سطح البحر 7 م، يبلغ عدد سكانها 966 نسمة حسب إحصاء المعهد الوطني للإحصاء والدراسات الاقتصادية سنة 2009 م. وترأس Bernard Rebena البلدية خلال فترة (2001-2008).